# Toma el tren hacia el sur
«Toma el tren hacia el sur» es una canción compuesta por el músico argentino Luis Alberto Spinetta e interpretada por Almendra en el álbum doble Almendra II de 1970, segundo y último de la banda. El álbum fue calificado por la revista Rolling Stone y la cadena MTV como #40 entre los cien mejores discos de la historia del rock nacional argentino.
Almendra estuvo integrada por Luis Alberto Spinetta (primera voz y guitarra), Edelmiro Molinari (voz y primera guitarra), Emilio del Guercio (voz y bajo) y Rodolfo García (voz y batería).

## Contexto
En 1970 el mundo sufría la Guerra Fría. Argentina vivía bajo una dictadura que había disuelto todos los partidos políticos y que buscaba garantizar la alineación de la Argentina con los Estados Unidos en aquella confrontación global. Tres años antes el Che Guevara había sido asesinado mientras organizaba un movimiento guerrillero en Bolivia. En Argentina desde el año anterior habían comenzado a producirse levantamientos populares insurreccionales como el Rosariazo y el Cordobazo, con participación masiva de la juventud, que se había convertido en esos años en un sujeto histórico novedoso. Ese año aparecerían las dos grandes organizaciones guerrilleras que actuaron en el país, Montoneros -de tendencia peronista- y el Ejército Revolucionario del Pueblo (ERP) -de tendencia marxista-.  
Almendra, banda liderada por Luis Alberto Spinetta, apareció en 1969, renovando radicalmente la música popular argentina y latinoamericana, especialmente el rock cantado en español. Junto a Los Gatos -banda precursora- y Manal, Almendra es considerada parte del trío fundador del "rock nacional", como se conoció en Argentina ese movimiento musical, generacional y cultural.
Al finalizar 1969 Almendra publicó un álbum revolucionario sin título, con un dibujo caricaturizado de un extraño hombre en la tapa, conocido luego como Almendra I, que alcanzó un éxito histórico. Prácticamente todos los temas de ese álbum se volvieron clásicos del rock nacional ("Plegaria para un niño dormido", "Ana no duerme", "Fermín", "A estos hombres tristes", "Color humano", "Figuración") y por sobre todos ellos "Muchacha (ojos de papel)", que se convirtió en un hit histórico, mantenido a través de las décadas.
Convertidos en estrellas de rock, Almendra encaró 1970 con el proyecto de preparar una ópera rock. Sin embargo, las presiones de la fama y las diferencias entre los proyectos musicales de sus integrantes, produjeron una crisis interna del grupo que llevó a la sorpresiva separación de la banda en septiembre de 1970.
Ya separados, a fines del año 1970, con material grabado entre julio y octubre, lanzaron Almendra II, un álbum doble completamente diferente de Almendra I, mucho más roquero y psicodélico, influido por el consumo de LSD, que muestra los diferentes enfoques de los miembros de la banda y la necesidad de experimentación que sentían.

## El tema

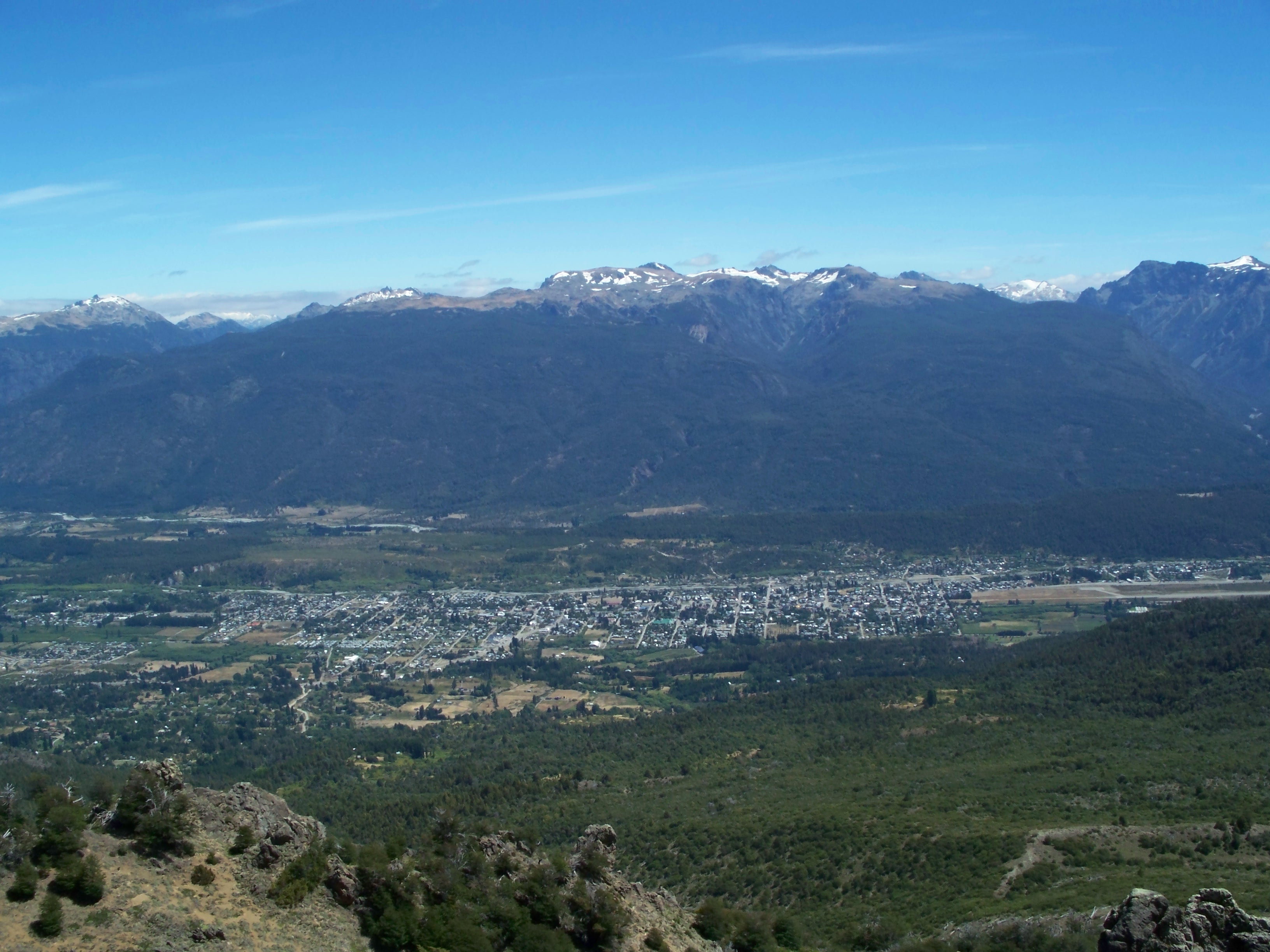
El Bolsón, localidad patagónica en la que se instaló una colonia hippie en 1969 que inspiró la composición de "Toma el tren hacia el sur".

El tema es el 1º track del Disco 1 del álbum doble Almendra II. Se trata de un rock rápido sin estribillo.
La letra tiene solo cinco versos, con frases imperativas: "pásate", "usa", "compra", "toma". Se trata de una propuesta a los jóvenes de emigrar hacia el sur, es decir, hacia la Patagonia argentina.

Pásate un peine y usa la boina roja,
compra los diarios, compra dulce de leche,
toma el tren hacia el sur
que allá te irá bien,
todos habrán volado,...
"Toma el tren hacia el sur" (fragmento)

La boina roja alude al Che Guevara -asesinado tres años antes- y al momento insurreccional que vivía la Argentina bajo la dictadura que estaba en el gobierno. Spinetta y Del Guercio, en la etapa previa a Almendra, habían escrito una canción de homenaje al Che Guevara, y ellos mismos militaban aún ese año en la izquierda peronista.

«El Che Guevara era un personaje cargado de sangre y erotismo. El tipo que había renunciado a los puestos de poder que ofrecía Castro, el tipo que era médico y sin embargo se lanzó a matar. Su imagen era muy fuerte y en aquel momento, con esa barba y esa boina, parecía un híper-Beatle.»
Luis Alberto Spinetta

Ese compromiso político, que el propio Spinetta dice que se expresaba poéticamente y alejado de la canción de protesta que estaba en auge en aquel entonces, también puede verse en otros temas del mismo álbum como "En las cúpulas" ("tiremos abajo las cúpulas"), en "Florecen los nardos" ("Oye legionario, debes pasarme las manos por esta herida") o en "Camino difícil" ("Compañero, toma mi fusil, ven y abraza a tu General").
El año anterior se habían instalado las primeras comunidades hippies en El Bolsón, en la zona andina de la Provincia de Río Negro. Spinetta también menciona al fenómeno del asentamiento de jóvenes hippies hacia El Bolsón como influencia directa de su canción. Ese mismo año se había estrenado en Buenos Aires el musical Hair. Dos años después, sobre el mismo tema Miguel Cantilo -uno de los hippies que se radicó en El Bolsón-, compuso el tema "El Bolsón de los Cerros" y "Blues del éxodo" (Conesa) y Gustavo Santaolalla compondría "Mañana campestre", que se transformaría en un clásico del rock nacional interpretado por Arco Iris.

«Era la influencia de la gente que se iba a El Bolsón. Decía que una forma de entender lo que pasaba era liberarse de la opresión de la ciudad y viajar hacia lugares más desérticos, y buscar otro tipo de vida.»
Luis Alberto Spinetta

"Toma el tren hacia el sur" se relaciona también con la canción "Rutas argentinas", que Spinetta compuso para el álbum, que habla de "las chicas y muchachos" que hacían dedo en la ruta para encontrarse con los otros jóvenes que los esperaban "allá".
El proyecto A 30 años del golpe del Ministerio de Educación incluyó el tema "Toma el tren hacia el sur" como material curricular para trabajar con los alumnos de escuelas secundaria:

«En “Toma el tren hacia el sur” la banda de Spinetta, Molinari, del Guercio y García llama a soltar amarras con el pasado y la gran ciudad, a partir de una solución que fue llevada a la práctica por muchos jóvenes de esa generación: “Toma el tren hacia el sur / que allá te irá bien”. La
opción propia del movimiento hippie de fundar comunidades –varias de ellas en el sur– fue llevada a la práctica como un modo de transformar los estilos de vida heredados y de cuestionar los esquemas culturales de las generaciones precedentes y los modelos consumistas imperantes.»

Musicalmente el tema es un rock rápido con una extensa parte instrumental de unos dos minutos, que incluye un largo solo de guitarra de Edelmiro Molinari. Precisamente los periodistas Víctor Pintos y Guillermo Quintero le preguntan a Spinetta por la importancia concedida a la expresión puramente instrumental en un reportaje realizado en 1984:

-En el doble hay muchas más partes instrumentales.
–Cuando hicimos ese disco yo estaba muy enloquecido. En realidad, tras haber hecho muchos textos con la ópera, en un momento me cansé, y quería proponerle a los pibes hacer un disco totalmente aleatorio, un campo en el cual nos sentíamos muy bien. Por eso están esas largas zapadas. Yo estaba convencido de que no había que hacer más canciones sino ponerse a tocar música espontánea, basado en el concepto de la importancia del momento en que surge la música, un momento terriblemente sensual. Pero todas estas cosas eran ideas, y no se podían mechar en la realidad. Todo el segundo disco habla de una especie de polirritmia. Y para eso, evidentemente había que sacrificar algunas ideas en favor de otras.
Luis Alberto Spinetta